# علی مشکینی
علی‌اکبر فیض آلنی (۱۰ آذر ۱۳۰۰ – ۸ مرداد ۱۳۸۶) مشهور به علی مشکینی روحانی شیعه و سیاستمدار ایرانی بود. او رئیس مجلس خبرگان رهبری از زمان تأسیس آن در سال ۱۳۶۲ تا پایان عمر خود، رئیس جامعه مدرسین حوزه علمیه قم و امام جمعه دائم قم بوده‌است.

## زندگی
علی مشکینی در سال ۱۳۰۰ خورشیدی در شهر آلنی از توابع شهر خیاو اردبیل که بعدها نام آن به مشکین شهر تغییر یافت و در خانواده‌ای روحانی به دنیا آمد و مقدمات علوم دینی را نزد پدر فرا گرفت.
پس از مرگ پدر و به سفارش وی برای تحصیل علوم دینی به شهرستان اردبیل سفر کرد و مقداری از صرف و نحو را در آنجا فرا گرفت. سپس برای ادامه تحصیلات علوم دینی به شهر قم رفت.
مشکینی در قم شاگرد سیدمحمد حجت کوه‌کمری، بروجردی، سید محمد محقق داماد بود. در سال ۱۳۳۷ دویست طلبه و استاد حوزه در نامه‌ای به بروجردی خواستار سازماندهی آموزشی در حوزه علمیه قم و اضافه شدن دروس دیگری همچون اخلاق به برنامه‌های تحصیلی طلاب شدند. این نامه با دست‌خط مشکینی نوشته شده‌بود.
در دهه ۱۳۴۰ مشکینی از مؤسسین مدرسه حقانی شد و دروس اخلاق و مکاسب را در آنجا تدریس می‌کرد. وی در آن دوران رسائل و مکاسب مرتضی انصاری را خلاصه کرد و با سبک و سیاق متفاوت با سایر مدارس حوزه علمیه در اختیار طلاب آن مدرسه قرار داد.
پس از مرگ بروجردی، مشکینی به فعالیت‌های سیاسی و شبه‌سیاسی روی آورد که به‌ویژه پس از حادثه ۱۵ خرداد و سخنرانی سید روح‌الله خمینی به اوج خود رسید. مشکینی پس از آن به همراه تعداد دیگری از استادان حوزه حلقه‌ای «یازده نفره» را شکل دادند که برای «اصلاح حوزه» فعالیت می‌کردند و دغدغه‌های سیاسی را در بحث‌های خود مطرح می‌کردند. دیگر اعضای این حلقه؛ عبدالرحیم ربانی شیرازی، حسینعلی منتظری، علی قدوسی، علی خامنه‌ای، محمد خامنه‌ای، اکبر هاشمی رفسنجانی، احمد آذری قمی، ابراهیم امینی، محمدتقی مصباح یزدی و مهدی حائری تهرانی بودند. مشکینی با وجود این‌که در کلاس سید روح‌الله خمینی حاضر نمی‌شد از علاقه‌مندان او بود و یکی از دوازده نفری بود که اعلامیه مرجعیت سید روح‌الله خمینی را در سال ۴۹ پس از مرگ محسن حکیم منتشر کردند. منتظری، نوری همدانی، فاضل لنکرانی، صالحی نجف‌آبادی، ربانی شیرازی، جنتی، خزعلی، امینی، هزاوه‌ای همدانی، شاه‌آبادی، صلواتی و انصاری شیرازی دیگر امضا کنندگان این اطلاعیه بودند. وی در همین سال بر کتاب شهید جاوید صالحی نجف‌آبادی تقریظی نوشت که بعد از مدتی با اعتراضات شدیدی که به این کتاب شد ناچار تقریظ خود را پس گرفت. شهید جاوید روایت متفاوتی از قیام حسین بن علی ارائه می‌داد.
محمد محمدی ری‌شهری داماد او بود.

## مسئولیت‌ها

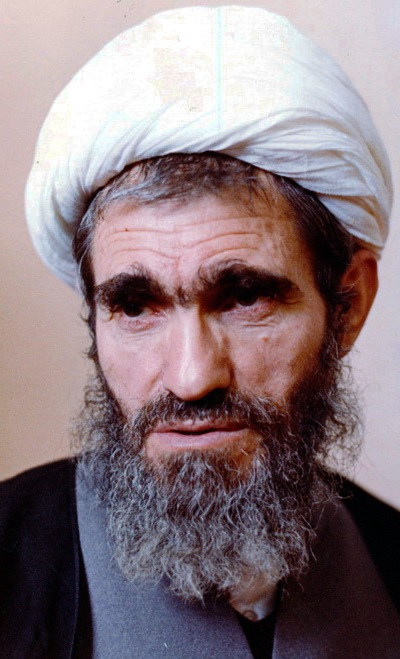

به واسطه اعتمادی که سید روح‌الله خمینی به او داشت، پس از انقلاب اسلامی مسئولیت‌های متعددی را بر عهده گرفت. رسیدگی به اوضاع اردبیل در دوران انقلاب، ساماندهی به مسجد جمکران، هیئت مؤسس حوزه علمیه بانوان، ریاست مجلس خبرگان و عضویت شورای بازنگری قانون اساسی از جمله آنان بوده‌است.

## بیماری و درگذشت
مشکینی که به بیماری خونی دچار بود، در بیمارستان بقیةالله بستری شد. روز جمعه ۲۹ تیر ۱۳۸۶ شایع شد که وی درگذشته‌است اما رئیس گروه درمانی وضع سلامتی او را مساعد اعلام کرد. سرانجام عصر روز دوشنبه ۸ مرداد ۱۳۸۶ در سن ۸۵ سالگی درگذشت.

## مواضع
- مشکینی به همراه حسینعلی منتظری و سید محمد بهشتی در تدوین قانون اراضی شهری در سال‌های ۵۹–۶۰ نقش داشت. در این قانون که برای «جلوگیری از بورس‌بازی زمین به صورت کالا و سوق سرمایه‌ها به بخش‌های تولیدی و زیربنایی» تنظیم شده بود، تمام زمین‌های موات شهری در اختیار دولت جمهوری اسلامی قرار می‌گرفت.[۱۱] برخی از مراجع و جامعه مدرسین به شدت به این قانون معترض بودند و سید محمدرضا گلپایگانی پیش از تصویب قانون نامه‌ای هفت صفحه‌ای به نمایندگان مجلس نوشته بود.[۱۲] مشکینی در نماز جمعه قم در طعنه به اعضای شورای نگهبان که مخالف این قانون بودند، گفت: «فقیه حق دارد با قیمت عادلانه زمین‌ها را خریده و به افراد بی‌زمین واگذار کند که نام این عمل را بند «ج» نهاده‌ایم که اکنون در «بند» افتاده و البته اگر بتواند به زودی از مجلس شورای اسلامی خلاص شود و از کانال بهشت، ذبح شرعی نشود.»
- وی در نماز جمعه ۲۲ خرداد ۸۳ مدعی شد که حجت بن الحسن نمایندگان مجلس هفتم را تأیید کرده‌است: «بازگشایی مجلس هفتم را به خود مجلسیان و رهبر معظم انقلاب تبریک می‌گویم و تشکر ویژه از حضرت بقیةالله دارم که وقتی هفت ماه پیش در شب قدر فرشتگان الهی لیست اسامی نمایندگان مجلس هفتم و نام و آدرس آن‌ها را به حضرت دادند، حضرت هم همه آن‌ها را امضا کردند.» پس از اعتراض گسترده فعالان سیاسی و مذهبی به این سخنان، حسین مشکینی پسر و رئیس دفتر مشکینی اعلام کرد که: «طبق روایات اهل بیت از هر شب قدر تا شب قدر دیگر لیست حوادث و وقایع جهانی که از جمله نصب و عزل‌های مختلف کشور است، توسط فرشتگان به حضور اقدس حضرت بقیةالله الاعظم، ارواحنا له الفدا، عرضه می‌شود و آن حضرت آنچه را که بخواهند امضا یا رد می‌کنند. آیت‌الله مشکینی نیز روی حسن ظنی که به انتخاب‌شدگان مجلس هفتم داشتند، در نماز جمعه آرزو کردند که انشاءالله انتصاب آن‌ها مورد رضایت آن حضرت قرار گرفته باشد.»

این صحبت‌ها در حمایت از برگزیدگان مجلس هفتم در حالی بود که درصد مشارکت در انتخابات ۵۱ درصد بود و انتخابات با رد صلاحیت گسترده اصلاح طلبان و تحصن نمایندگان دور قبل مجلس یعنی مجلس ششم همراه بود.
- پس از صدور حکم اعدام هاشم آقاجری، مشکینی که ریاست جامعه مدرسین حوزه علمیه قم را برعهده داشت، اطلاعیه این جامعه در مورد نامشروع بودن سازمان مجاهدین انقلاب اسلامی ایران را امضا کرد. وی پیش از آن خواستار شکایت مردم متدین از آقاجری شده و در مورد آقاجری گفته بود: «وی نسبت به علما و اسلام، جاهل است… او آدم وارونه‌ای است… تمام مقلدان علما را میمون حساب کرده، آیا واقعاً این‌گونه است؟ این مردک اسلام و تقلید را درست فهمیده؟»